# Dariusz Szulik
Dariusz Szulik (ur. 2 maja 1983) – polski siatkarz, grający na pozycji środkowego. 

## Sukcesy klubowe
Puchar Polski:
- 2005

Mistrzostwo Polski:
- 2005

Mistrzostwo I ligi:
- 2007, 2008, 2014

## Sukcesy reprezentacyjne
Mistrzostwa Świata Juniorów:
- 2003